# Galatasaray Spor Kulübü Basketbol 2014-2015
Questa voce raccoglie le informazioni riguardanti il Galatasaray Spor Kulübü Basketbol nelle competizioni ufficiali della stagione 2014-2015.

## Stagione
La stagione 2014-2015 del Galatasaray Spor Kulübü Basketbol è la 49ª nel massimo campionato turco di pallacanestro, la Türkiye 1. Basketbol Ligi.

## Roster
Aggiornato al 22 ottobre 2022.
| Galatasaray Liv Hospital Istanbul 2014-15 | Galatasaray Liv Hospital Istanbul 2014-15 |
| Giocatori                                 | Staff tecnico                             |
| ----------------------------------------- | ----------------------------------------- |

| N. | Naz.                                               | Ruolo | Nome              | Anno | Alt.   | Peso   |  |
| -- | -------------------------------------------------- | ----- | ----------------- | ---- | ------ | ------ |  |
| 1  | Stati Uniti (bandiera)                             | G     | Justin Carter     | 1987 | 193 cm | 88 kg  |  |
| 4  | Stati Uniti (bandiera)                             | C     | Patric Young      | 1992 | 209 cm | 110 kg |  |
| 5  | Serbia (bandiera)                                  | AP    | Vladimir Micov    | 1985 | 203 cm | 98 kg  |  |
| 7  | Serbia (bandiera)                                  | AC    | Zoran Erceg       | 1985 | 211 cm | 112 kg |  |
| 9  | Turchia (bandiera)                                 | G     | Şuacan Pişkin     | 1990 | 188 cm | 84 kg  |  |
| 11 | Australia (bandiera)                               | C     | Nathan Jawai      | 1986 | 207 cm | 127 kg |  |
| 12 | Turchia (bandiera)                                 | AG    | Kerem Gönlüm      | 1977 | 208 cm | 102 kg |  |
| 15 | Grecia (bandiera)                                  | C     | Ian Vougioukas    | 1985 | 211 cm | 122 kg |  |
| 17 | Lituania (bandiera)                                | AP    | Martynas Pocius   | 1986 | 197 cm | 90 kg  |  |
| 19 | Turchia (bandiera)                                 | AC    | Furkan Aldemir    | 1991 | 207 cm | 105 kg |  |
| 20 | Macedonia del Nord (bandiera) · Turchia (bandiera) | PG    | Kristijan Nikolov | 1996 | 183 cm | 73 kg  |  |
| 21 | Italia (bandiera)                                  | GA    | Pietro Aradori    | 1988 | 195 cm | 95 kg  |  |
| 22 | Stati Uniti (bandiera)                             | P     | Nolan Smith       | 1988 | 188 cm | 84 kg  |  |
| 24 | Australia (bandiera)                               | C     | Aleks Marić       | 1984 | 211 cm | 120 kg |  |
| 30 | Porto Rico (bandiera)                              | P     | Carlos Arroyo     | 1979 | 188 cm | 84 kg  |  |
| 32 | Turchia (bandiera)                                 | G     | Sinan Güler       | 1983 | 192 cm | 95 kg  |  |
| 33 | Turchia (bandiera)                                 | P     | Ender Arslan (C)  | 1983 | 188 cm | 82 kg  |  |
| 34 | Turchia (bandiera)                                 | AG    | Ege Arar          | 1996 | 206 cm | 100 kg |  |
| 35 | Turchia (bandiera)                                 | AP    | Gokturk Ural      | 1995 | 198 cm |        |  |
| -  | Turchia (bandiera)                                 | G     | Berkay Kansu      | 1997 | 190 cm |        |  |
| -  | Turchia (bandiera)                                 | AG    | Emre Ozkanli      | 1997 | 204 cm |        |  |
| -  | Turchia (bandiera)                                 | G     | Murat Unluturk    | 1997 |        |        |  |

| Allenatore                                                            |
| - Ergin Ataman                                                        |
| Assistente/i                                                          |
| - Yakup Sekizkök Legenda - (C) Capitano - (IN) Inattivo - Infortunato |

## Mercato

### Sessione estiva
| Acquisti | Acquisti        | Acquisti        | Acquisti      | Acquisti |
| R.a      | Nome            | da              | Modalità      |          |
| -------- | --------------- | --------------- | ------------- | -------- |
| AP       | Vladimir Micov  | CSKA Mosca      | definitivo    |          |
| P        | Nolan Smith     | Cedevita Junior | definitivo    |          |
| C        | Nathan Jawai    | Free agent      | definitivo    |          |
| GA       | Pietro Aradori  | Pall. Cantù     | definitivo    |          |
| AG       | Kerem Gönlüm    | Anadolu Efes    | definitivo    |          |
| AP       | Martynas Pocius | Žalgiris Kaunas | definitivo    |          |
| C        | Ian Vougioukas  | UNICS Kazan'    | definitivo    |          |
| C        | Sertaç Şanlı    | Gaziantep BŞB   | fine prestito |          |

| Cessioni | Cessioni               | Cessioni     | Cessioni       | Cessioni |
| R.       | Nome                   | a            | Modalità       |          |
| -------- | ---------------------- | ------------ | -------------- | -------- |
| AG       | Milan Mačvan           | Partizan     | fine contratto |          |
| GA       | Manuchar Mark'oishvili | CSKA Mosca   | fine contratto |          |
| P        | Engin Atsür            | Beşiktaş     | fine contratto |          |
| AP       | Malik Hairston         | Free agent   | fine contratto |          |
| AC       | Erwin Dudley           | Darüşşafaka  | fine contratto |          |
| G        | Jamont Gordon          | Free agent   | fine contratto |          |
| AG       | Pops Mensah-Bonsu      | Free agent   | fine contratto |          |
| G        | Göksenin Köksal        | Darüşşafaka  | prestito       |          |
| GA       | Henry Domercant        | Free agent   | fine contratto |          |
| C        | Sertaç Şanlı           | Uşak Sportif | prestito       |          |
| AP       | Cenk Akyol             | Anadolu Efes | fine contratto |          |
| C        | Doğukan Sönmez         | Sakarya      | fine contratto |          |

### Dopo l'inizio della stagione
| Acquisti | Acquisti      | Acquisti         | Acquisti         | Acquisti   |
| R.       | Nome          | da               | Data             | Modalità   |
| -------- | ------------- | ---------------- | ---------------- | ---------- |
| C        | Patric Young  | N.O. Pelicans    | 3 dicembre 2014  | definitivo |
| C        | Aleks Marić   | Maccabi Tel Aviv | 26 dicembre 2014 | definitivo |
| G        | Justin Carter | Uşak Sportif     | 29 dicembre 2014 | definitivo |

| Cessioni | Cessioni       | Cessioni           | Cessioni         | Cessioni    |
| R.       | Nome           | a                  | Data             | Modalità    |
| -------- | -------------- | ------------------ | ---------------- | ----------- |
| P        | Nolan Smith    | Free agent         | 27 ottobre 2014  | rescissione |
| GA       | Pietro Aradori | Estudiantes        | 12 dicembre 2014 | rescissione |
| AC       | Furkan Aldemir | Philadelphia 76ers | 15 dicembre 2014 | rescissione |
| C        | Nathan Jawai   | Andorra            | 19 dicembre 2014 | rescissione |
| C        | Ian Vougioukas | Free agent         | dicembre 2014    | rescissione |
| P        | Carlos Arroyo  | Cang. de Santurce  | 2 marzo 2015     | rescissione |
| C        | Aleks Marić    | P. Bandar Imam     | 3 marzo 2015     | rescissione |